# Голеш, Сабрина
Сабрина Голеш (хорв. Sabrina Goleš; р. 3 июня 1965, Стари-Микановци) — югославская (хорватская) теннисистка. Победительница пяти турниров WTA в одиночном и парном разряде, финалистка показательного олимпийского турнира 1984 года.

## Игровая карьера
Сабрина Голеш была приглашена в ряды Сборной Югославии в Кубке Федерации в 16 лет, в 1981 году, и помогла команде дойти до четвертьфинала после четырёх побед в одиночном и парном разряде над соперницами из Гонконга и Тайваня. В 1983 году она повторила этот результат, принеся команде также единственное очко в четвертьфинальном матче со сборной США (где она победила Кэнди Рейнольдс). Этот год стал для неё дебютным в профессиональных теннисных турнирах. Уже весной она три раза подряд выходила в финал на турнирах ITF в Италии, на третий раз добившись победы, а на Открытом чемпионате Франции успешно преодолела отбор и дошла до второго круга в основной сетке, где уступила опытной соотечественнице Миме Яушовец.
Весной 1984 года в турнире Virginia Slims в Майами Голеш дошла до полуфинала, а через две недели в турнире в Хилтон-Хед-Айленде — до четвертьфинала после побед над тремя сеяными соперницами. В апреле в Таранто (Италия) она вышла в первый в карьере финал как в одиночном, так и в парном разряде, где стала победительницей. На Открытом чемпионате Франции она добралась до четвёртого круга, а затем принесла сборной ключевые очки в четвертьфинальном матче Кубка Федерации с соперницами из Болгарии. Пиком сезона стал для неё выход в финал показательного олимпийского турнира в Лос-Анджелесе, в котором участвовали теннисисты не старше 20 лет. Посеянная седьмой Голеш победила сначала первую ракетку турнира Кэти Хорват, а затем посеянную четвёртой француженку Катрин Танвье, но в финале уступила 15-летней Штеффи Граф, только начинавшей свою триумфальную карьеру.
В следующие несколько лет Голеш оставалась постоянным членом сборной Югославии, хотя на индивидуальном уровне её успехи был скромными. В 1986 году среди её лучших результатов были выход в полуфинал в Лугано (Швейцария) после побед над тремя посеянными соперницами и в финал в Сан-Хуане (Пуэрто-Рико), а также второй титул в парном разряде. Эти результаты позволили Голеш в начале 1987 года достичь высшего в карьере рейтинга как в одиночном, так и в парном разряде. В июле 1987 года она завоевала золотую медаль в смешанном парном разряде (с Бруно Орешаром) и «бронзу» в одиночном разряде на Универсиаде в Загребе, а в сентябре выиграла турнир Virginia Slims в Париже в одиночном разряде — как оказалось, первый и последний в карьере. По ходу турнира она снова обыграла трёх посеянных соперниц, в том числе посеянную первой Рафаэллу Реджи — 18-ю ракетку мира.
В 1988 и 1989 годах Голеш добавила к коллекции наград ещё два титула на турнирах WTA (бывший тур Virginia Slims) в парном разряде, по одному в год. В 1988 году она приняла участие в Олимпиаде в Сеуле, где в первом круге победила Аранчу Санчес, но затем проиграла посеянной под третьим номером Габриэле Сабатини. На следующий год она второй раз за карьеру дошла со сборной до полуфинала Кубка Федерации, внеся ключевой вклад в победы над командами Израиля и Южной Кореи. В апреле 1990 года она в последний раз вышла в финал турнира WTA в парном разряде и в сентябре завершила выступления.
В 1992 году Сабрина Голеш стала первым капитаном только что созданной сборной Хорватии в Кубке Федерации.

## Участие в финалах турниров за карьеру
| Легенда              |
| -------------------- |
| Большой шлем (0)     |
| Олимпийские игры (1) |
| Чемпионат WTA (0)    |
| I категория (0)      |
| II категория (0)     |
| III категория (0)    |
| IV категория (1)     |
| V категория (4)      |
| VS (8)               |

### Одиночный разряд (4)
| Результат | Дата        | Турнир                              | Покрытие | Соперница в финале | Счёт в финале |
| --------- | ----------- | ----------------------------------- | -------- | ------------------ | ------------- |
| Поражение | 23 апр 1984 | Таранто, Италия                     | Грунт    | Сандра Чеккини     | 2-6, 5-7      |
| Поражение | 11 авг 1984 | Олимпийские игры, Лос-Анджелес, США | Хард     | Штеффи Граф        | 6-1, 3-6, 4-6 |
| Поражение | 16 ноя 1986 | Сан-Хуан, Пуэрто-Рико               | Хард     | Рафаэлла Реджи     | 6-7, 6-4, 3-6 |
| Победа    | 4 окт 1987  | Париж, Франция                      | Грунт    | Сандра Вассерман   | 7-5, 6-1      |

### Парный разряд (10)

#### Победы (4)
| №  | Дата        | Турнир                            | Покрытие | Партнёр        | Соперницы в финале                    | Счёт в финале |
| -- | ----------- | --------------------------------- | -------- | -------------- | ------------------------------------- | ------------- |
| 1. | 23 апр 1984 | Таранто, Италия                   | Грунт    | Петра Хубер    | Елена Елисеенко Наталья Рева          | 6-3, 6–3      |
| 2. | 27 апр 1986 | Айл-оф-Палмс, Южная Каролина, США | Грунт    | Сандра Чеккини | Лаура Гильдемейстер Марцела Скугерска | 4-6, 6-0, 6-3 |
| 3. | 7 авг 1988  | Athens Trophy, Греция             | Грунт    | Юдит Визнер    | Силке Франкль Сабина Хак              | 7-5, 60       |
| 4. | 7 мая 1989  | Таранто (2)                       | Грунт    | Мерседес Пас   | Софи Амиаш Эмманюэль Дерли            | 6-2, 6-2      |

#### Поражения (6)
| №  | Дата        | Турнир                | Покрытие | Партнёр           | Соперницы в финале                 | Счёт в финале |
| -- | ----------- | --------------------- | -------- | ----------------- | ---------------------------------- | ------------- |
| 1. | 11 ноя 1985 | Хилверсюм, Нидерланды | Ковёр    | Сандра Чеккини    | Марселла Мескер Катрин Танвье      | 2-6, 2-6      |
| 2. | 14 июл 1986 | Брегенц, Австрия      | Грунт    | Тина Шойер-Ларсен | Петра Кеппелер Петра Хубер         | 2-6, 4-6      |
| 3. | 4 окт 1987  | Париж, Франция        | Грунт    | Сандра Чеккини    | Изабель Демонжо Натали Тозья       | 6-1, 3-6, 3-6 |
| 4. | 14 авг 1988 | София, Болгария       | Грунт    | Катерина Малеева  | Кончита Мартинес Барбара Паулюс    | 6-1, 1-6, 4-6 |
| 5. | 30 июл 1989 | Бостад, Швеция        | Грунт    | Катерина Малеева  | Мерседес Пас Тина Шойер-Ларсен     | 2-6, 5-7      |
| 6. | 29 апр 1990 | Барселона, Испания    | Грунт    | Патрисия Тарабини | Мерседес Пас Аранча Санчес-Викарио | 7-6, 2-6, 1-6 |